# ポソス・デ・カルダス・モノレール
ポソス・デ・カルダス・モノレール（伯: Monotrilho de Poços de Caldas、英: Poços de Caldas Monorail）は、かつてブラジル連邦共和国ミナス・ジェライス州ポソス・デ・カルダス市にて運行されていたモノレール・システムである。
当システムは個人所有のものであり、総延長6 km (3.7 mi)および11駅の単線モノレール高架は、市内中心部とバスステーションを接続していた。
2000年以降、当システムは運行停止中であり、当システムが直ちに運行再開ができないように、軌道区間が2003年に取り壊された。
当システムには、復元および運行復活のための計画がある。